# Se dig for
|  | Denne artikel er oprettet af botten Steenthbot ud fra en ekstern database. Den kan derfor have sproglige fejl eller mangler. Denne skabelon kan fjernes efter kontrol af indholdet. |

Se dig for er en dansk oplysningsfilm fra 1984 instrueret af Claus Ørsted og efter manuskript af Claus Ørsted og Hans J. Johansen.